# HD 102365
HD 102365或いはHR 4523は、ケンタウルス座の北東部に位置し、太陽系から約30.1光年の距離にある連星である。主星は、太陽に似たG型主系列星で、これと固有運動を共有するM型主系列星の伴星が存在する。主星と伴星の距離は、見かけの離角と星系までの距離から、約211AUと推定される。これは、海王星軌道の平均的な半径の7倍になる。

## 星系
伴星は、1960年にルイテンによって発見されたとされる。ルイテンのカタログでは、早い段階から主星と伴星が同じ固有運動をしていることが示されていた。
主星のスペクトル型はG2 Vとされ、そうだとすると太陽と同じスペクトル型となる。一方で、伴星のスペクトル型は、M4 Vとされる。主星は、太陽に近い性質を持つが、太陽より一回り小さく、自転速度は0.7km/sとゆっくりで、年齢は太陽より上とみられる。太陽と比較すると、水素とヘリウム以外の元素の存在量を示す金属量は、わずか約52%と少ない。
HD 102365は、固有運動が大きい星系である。空間速度が (U, V, W) = (66, -39, 4) km/s となっていて、インディアン座ε運動星団の運動と一致するので、同運動星団の一員ではないかと考えられた。しかし、HD 102365星系は、運動星団の他の恒星に比べて年齢が高く、金属量は少ないことから、運動星団には所属しておらず、たまたま紛れ込んだものとみられる。

## 惑星系
2010年、アングロ・オーストラリアン惑星探査の観測から、主星の周りに下限質量が地球の16倍という、海王星に近い大きさの惑星が存在する、と発表された。この惑星HD 102365 bの公転周期は、約122日とされる。赤外線による観測では、赤外超過は検出されず、残骸円盤はないとみられる。
| 名称 （恒星に近い順） | 質量            | 軌道長半径 （天文単位） | 公転周期 (日) | 軌道離心率  | 軌道傾斜角 | 半径 |
| --------------------- | --------------- | ----------------------- | ------------- | ----------- | ---------- | ---- |
| b                     | > 16.0 ± 2.6 M⊕ | 0.46 ± 0.04             | 122.1 ± 0.3   | 0.34 ± 0.14 | —          | —    |